# Siège de Kehl (1796-1797)
Pour les articles homonymes, voir Siège de Kehl.
Première Coalition
Batailles
Le siège de Kehl qui se déroule d'octobre 1796 au 10 janvier 1797 voit la ville prise par l'armée autrichienne.

## Les prémices
Après une longue campagne et l'arrivée d'un hiver rigoureux, le général Moreau propose un armistice à l'archiduc Charles si le Rhin était pris comme frontière et les deux têtes de ponts, Kehl et Huningue, restaient aux mains françaises.

## Ordre de bataille français
- Commandant en chef Louis Desaix puis Laurent de Gouvion-Saint-Cyr
  - Général de Division Jean Baptiste Eblé
    - Chef de brigade de l'artillerie Jean-Baptiste Lobréau
    - Général de brigade François Boisgérard
    - Chef du bataillon de pontonniers François Louis Dedon-Duclos

  - 1re division sous les ordres du général Jean-Jacques Ambert
    - Brigade Davout
      - 3e demi-brigade de deuxième formation (3 bataillons)
      - 10e demi-brigade de deuxième formation (3 bataillons)
      - 31e demi-brigade de deuxième formation (3 bataillons)

    - Brigade Decaen
      - 44e demi-brigade de deuxième formation (3 bataillons)
      - 62e demi-brigade de deuxième formation (3 bataillons)

  - 2e division sous les ordres du général Guillaume Philibert Duhesme
    - Brigade Eickemeyer
      - 68e demi-brigade de deuxième formation (3 bataillons)
      - 76e demi-brigade de deuxième formation (3 bataillons)

    - Brigade Lecourbe, 
      - 84e demi-brigade de deuxième formation (3 bataillons)
      - 93e demi-brigade de deuxième formation (1 bataillon)

  - 3e division sous les ordres du général Gilles Joseph Martin Bruneteau (called Saint-Suzanne)
    - Brigade de Montrichard, 
      - 97e demi-brigade de deuxième formation (3 bataillons)
      - 100e demi-brigade de deuxième formation (3 bataillons),

    - Brigade Tharreau, 
      - 103e demi-brigade de deuxième formation (3 bataillons)
      - 106e demi-brigade de deuxième formation (3 bataillons)
      - 109e demi-brigade de deuxième formation (3 bataillons)

Sur un total de 40 bataillons, 15 étaient en service quotidien sur la rive droite. 
Six bataillons ont défendu les fortifications de Kehl même, trois des retranchements, trois des îles Ehrlen et trois de l'île de Kinzig. Une réserve, de six bataillons, était campée sur la rive gauche du Rhin.

## Ordre de bataille autrichien
- Commandant en chef général Baillet-Latour
  - Feldmarschall-Leutnant Kollowrath, commandant l'artillerie
  - Colonel Szeredai, commandant du génie
  - Corps franc de Grün-Laudon (2 bataillons)
  - Régiment de Széklers (1 bataillon)
  - Régiment du Banat (1 bataillon)
  - Régiment d'Esclavons (2 bataillons)
  - Régiment de Starray (3 bataillons)
  - Régiment de Benjowsky (2 bataillons)
  - Régiment de Nádasdy (1 bataillon)

- 1re colonne sous le commandement des majors généraux Burger et Terzi (en)
  - Régiment l'Archiduc Anton (1 bataillon)
  - Régiment d'Olivier Wallis (2 bataillons)
  - Régiment de Kaunitz (2 bataillons)
  - Régiment d'Alton (3 bataillons)
  - Régiment Nr. 56, Joseph Colloredo (1 bataillon)
  - Régiment de Gemmingen (1 bataillon)
  - Régiment de Kaiser (1 bataillon)
  - Grenadiers de Retz (1 bataillon)
  - Grenadiers de Reisinger (1 bataillon)
  - Grenadiers de Dietrich (1 bataillon)
  - Grenadiers de Pitsch (1 bataillon)
- 2e colonne
  - Corps de Gyulay (2 bataillons)
  - Régiment No. 3, Archiduc Charles (3 bataillons)
  - Régiment de Franz Kinsky (2 bataillons)
  - Régiment de Karl Schröder (2 bataillons)
  - Régiment de Grand Duc de Toscane (2 bataillons)
  - Régiment de Michael Wallis (1 bataillon)
  - Régiment de Wenceslas Colloredo (1 bataillon)
  - Régiment de Ligne (1 bataillon)
- 3e colonne sous ordres du lieutenant général Riesch et des majors généraux Baillet-Latour et Sebottendorf
  - Armée des émigrés (2 bataillons)
  - Régiment Nr. 28, Wartensleben (3 bataillons)
  - Régiment d'Esclavons (1 bataillon)
  - Régiment de Hohenlohe (2 bataillons)
  - Régiment de Wenckheim (1 bataillon)
  - Régiment de Gemmingen (1 bataillon)
  - Grenadiers de Candiani (1 bataillon)
  - Grenadiers de Szenassi (1 bataillon)
  - Grenadiers d'Albsaltern (1 bataillon)
  - Grenadiers de Bydeskuty (1 bataillon)

- Cavalerie sous le commandement des lieutenant généraux Mels-Colloredo (en) et Kospoth (en) et des major-généraux Merveldt, O'Reilly (en) et Nauendorf (en)
  - Régiment des Hussards de la frontière (10 escadrons)
  - Régiment de chevaux légers de Levenher (6 escadrons)
  - Régiment de chevaux légers de Karacay (6 escadrons)
  - Régiment de cuirassiers du Prince de Lorraine (6 escadrons)
  - Régiment de chevaux légers du Kaiser (de) (6 escadrons)
  - Régiment de carabiniers du Kaiser (2 escadrons)
  - Régiment de dragons de l'archiduc Jean (4 escadrons)
  - Régiment de cuirassiers de Hohenzollern-Hechingen (6 escadrons)

## Le siège
La nuit du 21 au 22 novembre, les Autrichiens ouvrent une tranchée sur la rive droite de la Kintzig. Les Français passant par l'île Erhlen-Rhine attaquent en deux colonnes : la première longeant le fleuve, avec Lecourbe, la seconde sur Sundheim avec Decaen. 
Elles doivent revenir après une contre-attaque de l'archiduc qui arriva en personne avec des renforts et qui forcèrent les colonnes françaises à se retirer; mais celles-ci emmenaient 9 pièces de canon et plusieurs centaines de prisonniers. Elles doivent revenir après une contre-attaque, l'affaire fut chaude et Desaix et Latour eurent un cheval tué sous eux.
Le 6 décembre 1796, les Autrichiens prennent par un coup de force l'île aux bois, défendue par trois cents hommes, et la redoute bonnet de prêtre. Le village de Kehl tombe dans la nuit du 9 au 10. 
À partir du 20 décembre, il y a plusieurs tentatives pour détruire le pont par des brûlots et autres machines incendiaires. Le temps très pluvieux ralentit les travaux d'approche mais rend aussi impossible la mise à feu des fougasses qui avaient été préparées pour les destructions des ouvrages tels que les ouvrages à cornes, devant la Kintzing ou les trous de loup. Ce dernier ouvrage est enlevé par une attaque sous les ordres du général Staader le premier janvier.
Le 2 janvier 1797, les Autrichiens ayant réussi à pénétrer dans l'ouvrage à cornes de l'ile d'Erlenrhin, dépendant du camp retranché, le général Lecourbe, à la tête du 1er bataillon de la 93e demi-brigade de deuxième formation, débarqua dans l'ile, et renvoya son pont volant pour bien montrer qu'il fallait vaincre ou mourir, puis il se précipita sur l'ennemi, qui fut chassé de l'ouvrage et de l'ile. Mais le 5, lorsque cette position se trouva complètement isolée par les progrès des travaux des Autrichiens, le général en chef, ne voulant pas sacrifier inutilement les braves qui étaient chargés de sa défense, en ordonna l'évacuation.
Les assiégeants occupèrent de suite ce poste important.
Dans la nuit du 5 au 6, les Autrichiens attaquèrent la seconde ligne de retranchements du camp. Le combat fut vif et meurtrier ; tous les ouvrages furent emportés, et les assaillants pénétrèrent dans le chemin couvert, où des travailleurs se logèrent aussitôt.
Après cette journée décisive, les Autrichiens, maîtres du camp retranché, enveloppaient le fort de Kehl par trois attaques, et plusieurs de leurs batteries enfilaient déjà les ponts de communication avec la rive gauche du Rhin.
Moreau ne voulut pas exposer la garnison à un assaut, pour la défense d'un point qui n'avait plus rien de sa première importance, et évacua Kehl en vertu d'une convention signée le 9 janvier. Le général Desaix conclut une reddition pour le 10 janvier à 16 heures.
Il avait fallu à l'ennemi, pour s'emparer de cette ville protégée par des retranchements informes et inachevés, 50 jours de tranchée ouverte. Il avait perdu plus de 5 000 hommes, consommé autant d'artillerie et de munitions qu'en eût exigé le siège d'une place de premier rang.

## Les conséquences
Les Autrichiens et les émigrés de Condé ont alors la possibilité de regrouper plus de forces dans le siège de Huningue. Jusque-là le général Abbatucci menait une défense heureuse devant les 20 000 hommes de troupe autrichienne. Lors d'une sortie il est blessé le 30 novembre pour décéder le 2 décembre, la place est alors sous le commandement de Dufour, elle doit se rendre le 5 février.

## Mémoire
Le nom de cette bataille est gravé sur le pilier nord de l'Arc de triomphe de l'Étoile.